# Berliner BC 03
Berliner BC 03 (voluit Berliner Ballspiel-Club 1903) was een Duitse voetbalclub uit de hoofdstad Berlijn. 

## Geschiedenis
De club werd op 18 april 1903 opgericht met zwart-groen-gouden clubkleuren en speelde op het Tempelhofer Feld. In 1907 en 1909 bereikte de club de finale van de beker van Berlijn en verloor beide keren van Viktoria 89 Berlin.
In 1913/14 werd de club kampioen van de Brandenburgse voetbalbond en mocht zo deelnemen aan de eindronde om het Duitse landskampioenschap. In de kwartfinale won de club overtuigend met 4-0 van Askania Forst. In de halve finale verloor de club nipt van de latere kampioen SpVgg Fürth.
In 1921 fusioneerde de club met Brandenburger FV 1892 en werd zo BC-Brandenburg 1892. Eind jaren 20 werd de fusie ongedaan gemaakt. Wat er verder van de club geworden is is tot op heden niet meer bekend.

## Eindstanden
- Verband Berliner Ballspiel-Vereine 2. Klasse 
  - 1903/04: 2de plaats
- Verband Berliner Ballspiel-Vereine 1. Klasse 
  - 1904/05: 8ste plaats
- Verband Berliner Ballspiel-Vereine 2. Klasse
  - 1905/06: 1.ste plaats
- Verband Berliner Ballspiel-Vereine 1. Klasse 
  - 1906/07: 4de plaats
  - 1907/08: 4de plaats
  - 1908/09: 6de plaats
  - 1909/10: 7de plaats
  - 1910/11: 7de plaats
- Verband Brandenburgischer Ballspiel-Vereine 1. Klasse Staffel A
  - 1911/12: 4de plaats
- Verband Brandenburgischer Ballspiel-Vereine 1. Klasse
  - 1912/13: 2de plaats
  - 1913/14: 1ste plaats
  - 1914/15: 2de plaats
  - 1915/16: 4de plaats
  - 1916/17: 9de plaats
  - 1917/18: 14de plaats
- Verband Brandenburgischer Ballspiel-Vereine 1. Klasse (tweede klasse - oude 1. Klasse in "Liga" hernoemd) 
  - 1918/19: - verzaakte aan deelname
- Verband Brandenburgischer Ballspiel-Vereine Verbandsliga Staffel Südkreis
  - 1919/20: 5de plaats
  - 1920/21: 5de plaats
- Verband Brandenburgischer Ballspiel-Vereine Oberliga Staffel A
  - 1921/22: 8ste plaats
  - 1922/23: 10e plaats